# Vía nigroestriada de la dopamina

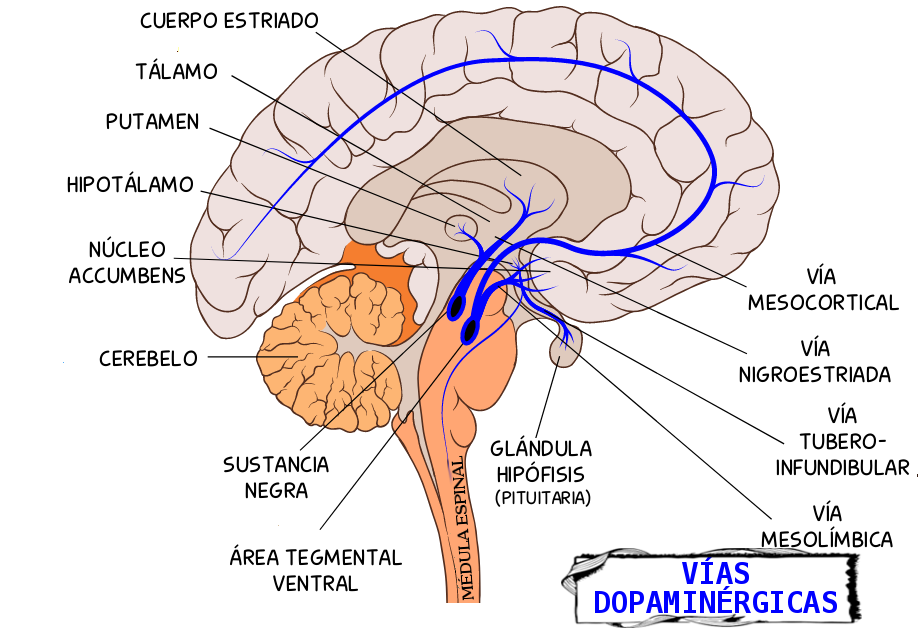
Vías dopaminérgicas en el cerebro.

Una vía clave de la dopamina en el cerebro es la vía nigroestriada de la dopamina, que se proyecta desde los cuerpos celulares dopaminérgicos de la pars compacta en la sustancia negra del tronco encefálico a través de axones que terminan en los ganglios basales y el cuerpo estriado (núcleo estriado).
La vía nigroestriada contiene alrededor del 80% de la dopamina cerebral.
La vía nigroestriada de la dopamina es parte del sistema nervioso extrapiramidal y controla los movimientos motores. La deficiencia de dopamina en esta vía causan trastornos del movimiento, incluida la enfermedad de Parkinson, que se caracteriza por rigidez, acinesia  (falta de movimiento) o bradicinesia (lentitud de movimiento) y temblor.
La deficiencia de dopamina en los ganglios basales también puede producir acatisia (un tipo de inquietud) y distonía (movimientos de torsión, especialmente en la cara y el cuello). Estos trastornos del movimiento pueden ser replicados por drogas que bloquean los receptores de la dopamina D2 en esta vía.

## Importancia farmacológica
Se cree que la hiperactividad de la dopamina en la vía nigroestriatal es la raíz de diversos trastornos del movimiento hipercinético, como la corea, las discinesias y los tics; sin embargo, el bloqueo crónico de los receptores de la dopamina D2 en esta vía puede provocar un trastorno del movimiento hipercinético conocido como discinesia tardía inducida por neurolépticos.

### Bloqueo de receptores de la dopamina D2
Cuando los receptores D2 están bloqueados en la vía nigroestriada de la dopamina, se producen trastornos de movimiento que pueden parecerse mucho a los de la enfermedad de Parkinson; esta es la razón por la cual a estos movimientos a veces se les llaman parkinsonismo inducido por drogas. Puesto que la vía nigroestriada es parte del sistema nervioso extrapiramidal, estos efectos secundarios motores asociados con el bloqueo de los receptores D2 en esta parte del cerebro son a veces también llamados síntomas extrapiramidales, o SEP.
Si estos receptores D2 en la vía nigroestriada de la dopamina se bloquean de forma crónica, pueden producir un trastorno del movimiento hipercinético conocido como discinesia tardía. Este trastorno del movimiento causa movimientos faciales y de la lengua, como masticar constantemente, protuberancias de la lengua y muecas faciales, así como movimientos de las extremidades, que pueden ser rápidos, espasmódicos o coreiformes (como de baile). Por lo tanto, la discinesia tardía es causada por la administración a largo plazo de antipsicóticos convencionales y se cree que está mediada por cambios en los receptores D2 de la vía nigroestriada de la dopamina.

La discinesia tardía se consideraba potencialmente permanente, debido a que los estudios sobre su remisión fueron limitados en el tiempo, de modo que no hubo registros sobre los casos de discinesia tardía que persistieron más de un año luego de la suspensión de los fármacos causantes. No obstante, existe al menos un estudio de 1984, que ha seguido a algunos pacientes con discinesia tardía por más de dos años, con resultados que proponen utilizar el concepto de persistencia, en lugar de permanencia.
Se supone que estos receptores se vuelven supersensibles o que regulan al alza (up-regulation, es decir, aumentan en número), tal vez en un intento inútil de superar el bloqueo inducido por fármacos sobre estos receptores, lo cual puede explicar la reversibilidad de los síndromes extrapiramidales luego de la retirada de los agentes causantes.
Fármacos de la familia de las butirofenonas afectan esta vía, como el Haloperidol, el Droperidol y el Trifluperidol.